# Швидкісний вагон-лабораторія
Швидкісний вагон-лабораторія (СВЛ, рос. Скоростной Вагон-Лаборатория) — експериментальний реактивний вагон-лабораторія (автомотриса), який був обладнаний із головного моторного вагона ЕР22 із видозміненою обтічною формою кузова зі встановленими на даху турбореактивними двигунами від пасажирського літака Як-40. Вагон був створений на Калінінському вагонобудівному заводі в 1970 році.
Вагон був призначений для проведення досліджень, пов’язаних з організацією новаторських реактивних швидкісних поїздів. У розробках брали участь співробітники ВНДІВ і ДКБ імені Яковлєва. Для зменшення опору повітря на вагон встановлювалися обтічники (головний і хвостовий), також закривалося підвагонне обладнання та автозчеплення. Під час випробувань вдалося досягнути швидкості 249 км/год.
Надалі експлуатація вагонів подібного типу планувалася у складі високошвидкісних поїздів «Російська трійка».
Причиною створення вагона такого незвичайного типу були ідеї організації високошвидкісного залізничного сполучення і подальшого використання авіадвигунів АІ-25, що вичерпали свій авіаресурс, але все ще придатних до подальшої експлуатації «на землі». Після закінчення випробувань єдиний екземпляр СВЛ був покинутий на території КВЗ. Станом на сьогодні з передньої частини вагона зробили стелу перед входом КВЗ (нині ТВЗ) (м. Твер, пл. Конституції).

## Технічні характеристики
- Виробник — Калінінський вагонобудівний завод.
- Ширина колії — 1520 мм.
- Довжина вагона — 28 м.
- Маса — 59,4 т (з них паливо — 7,2 т).
- Максимальна досягнута швидкість — 249 км/год.

## Історія

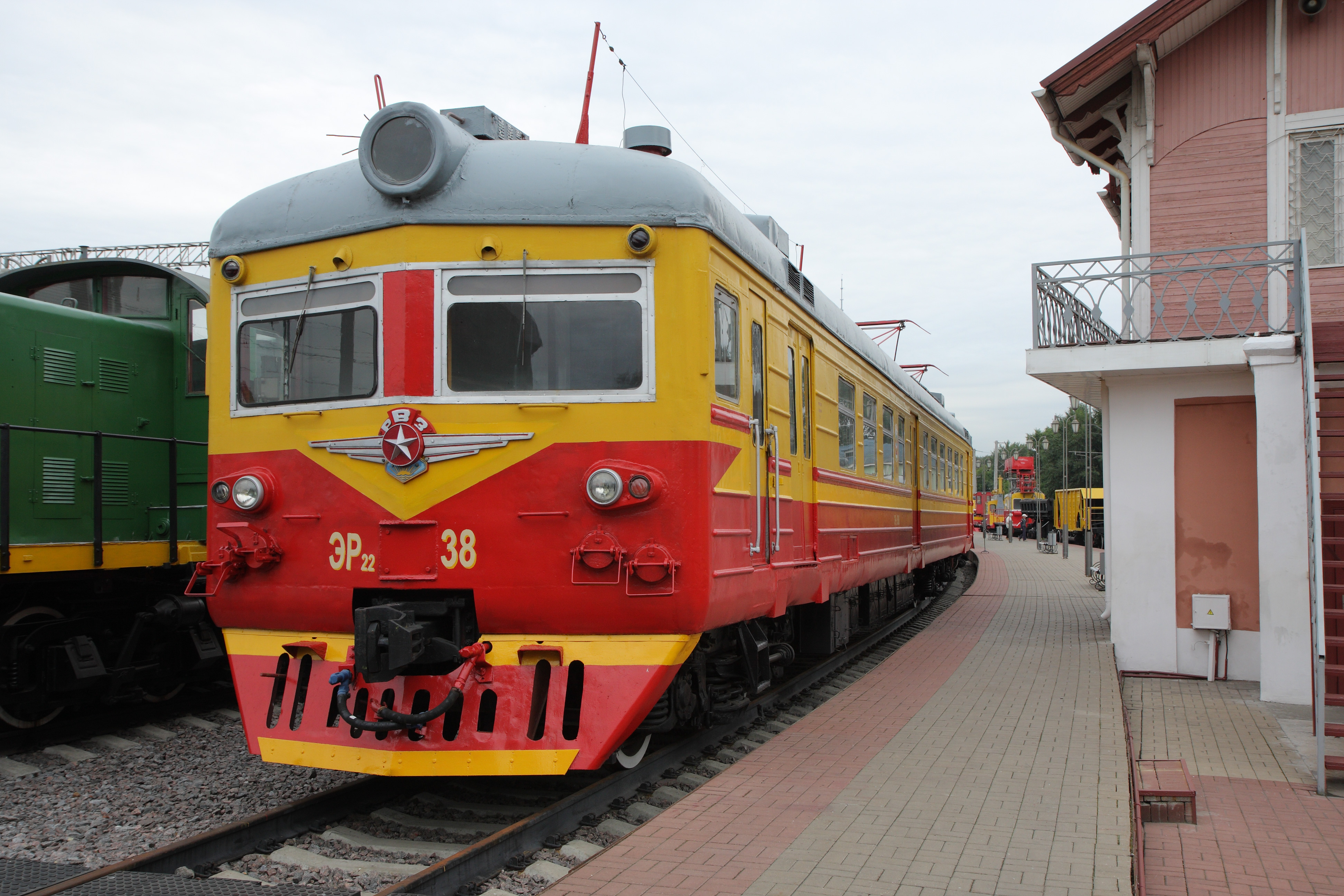
Електропоїзд ЕР22

СВЛ під час випробувань

Ідея створення дослідного вагона-лабораторії для відпрацювання конструкції візків і вивчення взаємодії в парі колесо/рейка на швидкостях руху вище 160 км/год з'явилася в СРСР після того, як було видано завдання на проектування вітчизняного електропоїзда з конструкційною швидкістю 200 км/год. Щоб позбутися від викривлень, що вносяться провідними колісними парами, передбачалося розробити такий вид приводу, щоб жоден із візків не був обмоторений. Аналогічно тому, як в 1960-х роках у США пройшов дослідну експлуатацію поїзд з реактивною тягою, в СРСР також вирішено було побудувати вагон з реактивними двигунами.
Варіантів вибору двигунів особливо не було — було потрібно використовувати щось серійне і вибір припав на двигуни АІ-25 від літака Як-40, що цілком підходять за характеристиками, і що важливо, що мали значно більший ресурс, ніж спочатку запропоновані двигуни від військових літаків-винищувачів МіГ-15.
Як основу спочатку передбачалося використовувати спеціально виготовлений кузов вагона на базі серійного головного вагона ЕР2, встановивши замість торцевої стінки другу кабіну. Але цей варіант вимагав виготовлення спеціального вагона, і до того ж через малу довжину кузова виникали проблеми з компонуванням обладнання. Тому було вирішено залучити кузов моторного вагона ЕР22 від так і не збудованого складу ЕР22-67. Вагон на технологічних візках перегнали з Ризького вагонобудівного заводу (РВЗ) на Калінінський вагонобудівний завод (КВЗ), де під нього підвели візки, аналогічні вживаним на причіпних вагонах ЕР22-09 з пневматичним підвішуванням в другому ступені, виготовили обтічники і змонтували в кузові обладнання для забезпечення роботи двигунів.
З 1971 по 1975 р швидкісний вагон-лабораторія СВЛ використовувався для випробувальних поїздок і проведення дослідницьких робіт.
Швидкісні випробування СВЛ проходили на магістральній ділянці залізничної колії між станціями Дніпродзержинськ та Новомосковськ Придніпровської залізниці. У лютому 1972 р тут була досягнута рекордна для залізниць колії 1520 мм швидкість — 249 км/год.
Досліди з СВЛ підтвердили достовірність розрахунків, за якими критична швидкість цього поїзда становила близько 360 км/год. Для перевірки методів дослідження стійкості руху рейкових екіпажів, розроблених на основі теорії академіка В. А. Лазаряна, була проведена серія унікальних експериментів, для яких конструкція ходової частини СВЛ була змінена таким чином, що критична швидкість СВЛ повинна була знизитися і скласти за розрахунками 155–165 км/год. Для цього був змінений профіль поверхні катання коліс з робочим ухилом 1:10 замість 1:20.
Досягнутим узгодженням результатів теоретичних і експериментальних досліджень була підтверджена коректність розробленої розрахункової моделі. Надалі перевірена методика використовувалася при відпрацюванні конструкцій швидкісних рейкових екіпажів, у тому числі вагонів поїзда локомотивної тяги РТ200 і електропоїзда ЕР200.

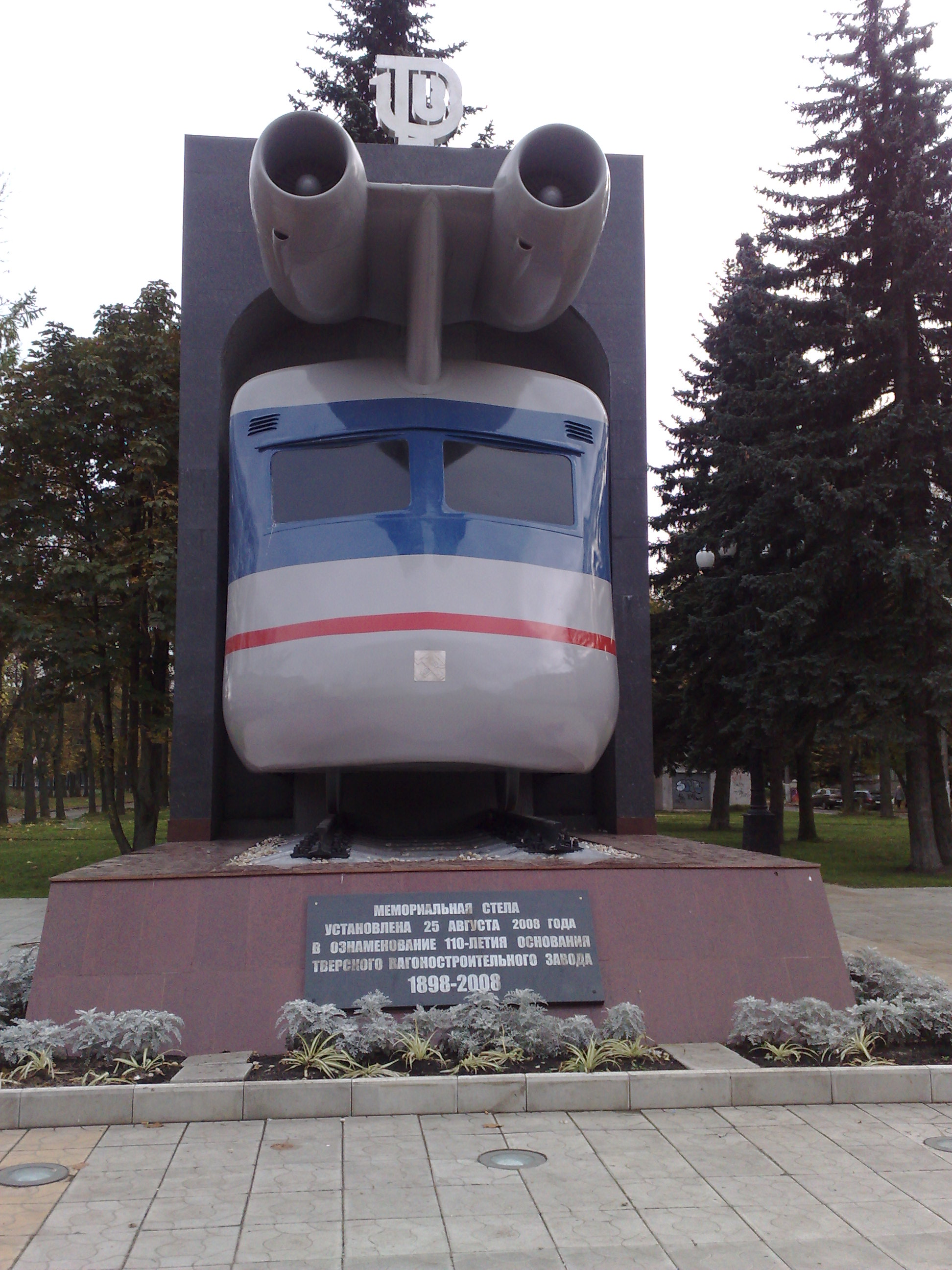
Пам'ятна стела із носовою частиною СВЛ

У 1975 році, після запуску ЕР200 і успішного використання більш компактних електричних двигунів, потреба у СВЛ відпала. Частково, причиною були його реактивні двигуни, що вимагали складних інженерних рішень і потребували багато пального, окрім того, вони мали високий рівень шуму. Використання реактивних поїздів вимагало перебудови колій через загрозу підняття в повітря реактивною тягою гравію із насипів під рейками, що становило ще одну проблему.
Вагон був повернутий за належністю на завод-виробник. Там він провів трохи понад 10 років на різних коліях, старів і був розграбований.
У 1986 р комітет ВЛКСМ КВЗ висунув ініціативу створення модного в ті роки кафе-відеосалону, під який мали намір використовувати кузов СВЛ з його незвичайними двигунами. Вагон з відстійника переїхав до цеху спецпродукції, де був очищений, з нього повністю було демонтовано все внутрішнє обладнання, замінені віконні рами (замість оригінальних рам ЕР22 були встановлені підігнані по розмірах опускні рами від пасажирського вагона), в колишній кабіні і першому тамбурі були облаштовані бар і посудомийка, а в салонах влаштовані кінозали. Зовні вагон був перефарбований і змінив забарвлення з червоно-жовтого на біло-блакитне. По ряду причин, від ідеї з кафе-відеосалоном відмовились, і вагон так і залишився в глухому куті біля цеху спецпродукції. З часом вікна вагона були вибиті, оздоблення вагона розкрадено.
У період 1999–2003 рр. розглядався варіант передачі СВЛ до музею залізничної техніки Санкт-Петербурга, але так і не вдалося вирішити питання перегонки вагона. Пневмокамери візків «зіпріли», судячи зі стану ходової частини швидкість транспортування вагона не могла перевищувати 25 км/год. В результаті вагон залишився на тому ж місці.
У 2008 році ніс вагона з реактивними двигунами був відрізаний, пофарбований і встановлений як пам'ятна стела на честь 110-річчя Тверського (колишнього Калінінського) вагонобудівного заводу.